# Rhinecanthus rectangulus
Rhinecanthus rectangulus es una especie de peces de la familia Balistidae en el orden de los Tetraodontiformes. En Hawai'i, se llama humuhumunukunukuapua'a.

## Morfología
Pueden llegar alcanzar los 30 cm de longitud total.

## Distribución geográfica
Se encuentra desde las  costas del Mar Rojo hasta Sudáfrica, Indonesia, las Islas Marquesas y sur del Japón .